# تپه سیرم قیه
تپه سیرم قیه مربوط به دوره اشکانیان است و در شهرستان نیر، بخش مرکزی، دهستان دورسون خواجه، روستای سرخاب واقع شده و این اثر در تاریخ ۱۸ اسفند ۱۳۸۷ با شمارهٔ ثبت ۲۴۹۶۷ به‌عنوان یکی از آثار ملی ایران به ثبت رسیده است.